# Mojca Platner
Mojca Platner, slovenska manekenka, fotomodel in filmska igralka, * Ljubljana
Kot 20-letna študentka iz Ljubljane je zmagala na Miss Slovenije 1966 . Zmagala je tudi na mednarodnem lepotnem tekmovanju Miss Bled 1964.
Pri 14. letih jo je v baletni šoli odkril režiser Boštjan Hladnik in čez nekaj mesecev je zaplesala v njegovem filmu Ples v dežju.
Bila je manekenka v Rimu, Benetkah, Milanu, Parizu in Londonu. Snemala je za ameriški Vogue. Od manekenstva se je poslovila leta 2009 na reviji ljubljanske krznarke Milene Eber.

## Manekenstvo
Kot model je začela delati pri 14-ih letih (oz. 17-ih), najprej v Ljubljani, nato še v Zagrebu in Ljubljani. V tujino je prodrla, ko so jo opazili v Zagrebu na reviji Nočni modni koncert. V Sloveniji je potem delala zelo malo, saj je bila le ena modna revija na leto, v okviru modnega sejma, tovarne pa so za svoje revije zahtevale preveč časa, saj je moral model njihova oblačila pomerjati. Na potovanjih ni imela časa spoznavati mest. Za neuspeh jugoslovanskih manekenk v tujini je krivila zahtevo modne industrije po ozkih bokih širine 88 ali 89 centimetrov. Poleg tega je manekenka lahko imela obseg prsi največ 84 centimetrov, višino pa najmanj 173 centimetrov. Obraz je bil manj pomemben, kot pa prožnost, eleganca gibanja in fotogeničnost, tudi zaradi tega, ker so bila dekleta na revijah naličena do neprepoznavnosti. Do začetka osemdesetih let svetovno uspešne manekenke niso imele statusa superzvezd.
Prvi tuji kreator, za katerega je delala, je bil Cerutti. Leta 1970 je delala še za Milo Schoen (Milano), Roberto Camierino (Benetke) in Lanvina (Pariz). Leta 1971 je nastopila na modnih revijah za princeso Ireno Galitzino(Rim) in zagrebčanko Franko Kutleša (London).

## Zasebno
Njen oče je bil arhitekt, ki ga je mlada izgubila. Njena stroga mama ni podpirala njene odločitve za balet in manekenstvo. Ima mlajšo sestro, farmacevtko, ki ji ni hotela slediti v šovbiznis.
Bila je poročena s Čedom Komljenovićem, črnogorsko-hrvaškim fotoreporterjem, s katerim ima hčer. Leta 1964 je maturirala na Gimnaziji Jožeta Plečnika (Šubičeva).

## Filmografija
- Mojca (režija: Branko Ranitović, 1972) - kratkometražni film[10]
- Togetherness (barvni, komedija; koprodukcija ameriškega Cerberusa in Triglav Filma, 1970) - film je bil posnet tudi v Dalmaciji, Opatiji in Piranu. Bojan Adamič je zvočno opremo.[11][12]
- Oseka (režija: Vladimir Pavlović, 1969) - vaško dekle, ki gre v partizane[13]
- Ples v dežju (1961) - plesalka[14]